# Thundercat
Стівен Лі Брунер (народився 19 жовтня 1984 року), більш відомий під сценічним псевдонімом Thundercat, американський бас-гітарист, співак, автор пісень і актор з Лос-Анджелеса. Вперше став відомим як учасник кросовер-треш-групи Suicidal Tendencies, з того часу випустив чотири сольні студійні альбоми, працював з Flying Lotus і з'явився в альбомі Кендріка Ламара 2015 року To Pimp a Butterfly. У 2016 році Thundercat отримав Греммі за найкраще реп-виконання за роботу над треком «These Walls» з To Pimp a Butterfly. У 2020 році Thundercat випустив четвертий студійний альбом під назвою It Is What It Is, який приніс йому Греммі за найкращий прогресивний R&B альбом.

## Кар'єра
Народився в сім'ї музикантів. Брунер почав грати на басу в ранньому віці, надихаючись басистами Стенлі Кларком і Маркусом Міллером. У 15 років у Німеччині був учасником бойз-бенду No Curfew. Через рік приєднався до свого брата Ronald Jr. як учасник лос-анджелеської панк-групи Suicidal Tendencies, замінивши колишнього басиста Джоша Пола. Перші виступи Брунера в студійному альбомі включають гру на електричному басу в концертах Камасі Вашингтона в Live at 5th Street Dick's і The Proclamation. У 2004 році Брунер знову співпрацював з Камасі Вашингтоном, а також з Кемероном Грейвсом і Ronald Jr. під лейблом Young Jazz Giants.
Паралельно з обов'язками в групі Брунер також був сесійним музикантом, визнаним за роботу над альбомами New Amerykah (2008) Еріки Баду та Flying Lotus Cosmogramma (2010). У 2011 році випустив перший сольний альбом The Golden Age of Apocalypse, який продюсував Flying Lotus, і був створений під впливом виконавців ф'южн 1970-х Стенлі Кларка і Джорджа Дьюка. Наступні два роки вони повернулися до студії звукозапису разом з іншим виконавцем Brainfeeder, працюючи над альбомами Flying Lotus Until the Quiet Comes (2012) і You're Dead! (2014), а також над випуском другого альбому Thundercat Apocalypse (2013).

### To Pimp a Butterfly
Брунер зробив основний внесок і перебував «у творчому епіцентрі» альбому Кендріка Ламара To Pimp a Butterfly, схваленого критиками.
Поряд зі співпрацею з попередніми виконавцями, Thundercat черпає натхнення від джазових музикантів, таких як Майлз Девіс, Мері Лу Вільямс та Рон Картер. «Them Changes» містить семпл ударних із треку 1977 року «Footsteps in the Dark» Isley Brothers, той самий семпл, використаний у «It Was a Good Day» Ice Cube (хоча в останньому більш сильні семплі оригіналу).
У 2016 році Брунер розповів XXL, що працює над новим альбомом, основним автором якого є Flying Lotus. У травні того ж року Брунер з'явився наживо з Red Hot Chili Peppers, щоб зіграти додатковий бас у їхній пісні «Go Robot» на вечірці з випуску iHeartRadio альбому The Getaway 2016 року. У серпні 2016 року Брунер виступив наживо зі співаками Кенні Логгінсом і Майклом Макдональдом у Чикаго.

### Drunk
У червні 2017 року Thundercat з'явився на The Tonight Show у шоу Джиммі Феллона, щоб рекламувати свій студійний альбом Drunk з Майклом Макдональдом і Кенні Логгінсом.

### It Is What It Is
У жовтні 2018 року Thundercat презентував пісню «King of the Hill» зі свого майбутнього альбому It Is What It Is. Другий сингл «Black Qualls» за участю Стіва Лейсі, Стіва Аррінгтона та Childish Gambino був випущений 16 січня. Ще один сингл «Dragonball Durag» випущений 17 лютого. It Is What It Is вийшов 3 квітня 2020 року. Thundercat присвятив альбом другу та частому співавторові Маку Міллеру. У 2020 році It Is What It Is був номінований на найкращий прогресивний R&B-альбом на 63-й щорічній церемонії вручення премії Греммі, робота перемогла у цій номінації.
У 2021 році він отримав нагороду Libera Awards за найкращий запис R&B 2021 року за альбом It Is What It Is від Американської асоціації незалежної музики (A2IM). Альбом також був номінований як «Запис року», але альбом Фібі Брідджерс Punisher переміг.
У 2022 році він з'явився як гість в четвертому епізоді «Книги Боби Фетта».

## Дискографія

### Студійні альбоми
- The Golden Age of Apocalypse (2011)
- Apocalypse (2013)
- The Beyond / Where the Giants Roam (2015)
- Drunk (2017)
- It Is What It Is (2020)

### EP
- The Beyond / Where the Giants Roam (2015)